# Дардаи, Мартон
Мартон Дардаи (нем. Márton Dárdai; родился 12 февраля 2002, Берлин) — немецкий и венгерский футболист, защитник клуба «Герта» и сборной Венгрии. Участник чемпионата Европы 2024.

## Клубная карьера
Выступал за молодёжные команды немецких клубов «Зебургер» и «Вильмерсдорф», а в 2012 году стал игроком берлинского клуба «Герта». 7 ноября 2020 года дебютировал в основном составе «Герты», выйдя на замену Дедрику Бойата в матче немецкой Бундеслиги против «Аугсбурга».

## Личная жизнь
Мартон — сын венгерского футболиста и футбольного тренера Паля Дардаи, брат Палко Дардаи и Бенце Дардаи. Дед Мартона, Паль Дардаи-старший, также был профессиональным футболистом и футбольным тренером.

## Карьера в сборной
Выступал за сборные Германии до 16, до 17 и до 19 лет.